# كاتيون كربوني

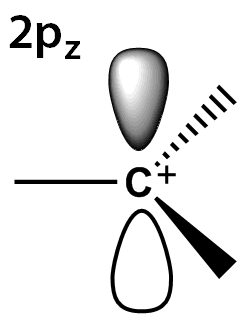

الكاتيون الكربوني أو الأيون الكربوني الموجب هو أيون كربوني (carbocation) يحمل شحنة موجبة ومن أشهر أمثلته أيون الميثينيوم CH3+ الذي يعد أبسط الأيونات الكربونية الموجبة وأيون الميثانيوم CH5+ والإيثانيوم C2H7+. وهناك أيونات كربونية تحتوي على شحنتين موجبتين أو أكثر وقد تكون هذه الشحنات محمولة على نفس ذرة الكربون أو على ذرتين مختلفتين ومن أمثلتها أيون الميثيلينيوم C2H4+2.
وهي تلعب دورا مهما في تفاعلات المواد العضوية مثل تفاعلات الاستبدال المحب للنواة أحادي الجزيء لهاليدات الألكيل وغيره من التفاعلات في الكيمياء العضوية.